# Osio (famiglia)

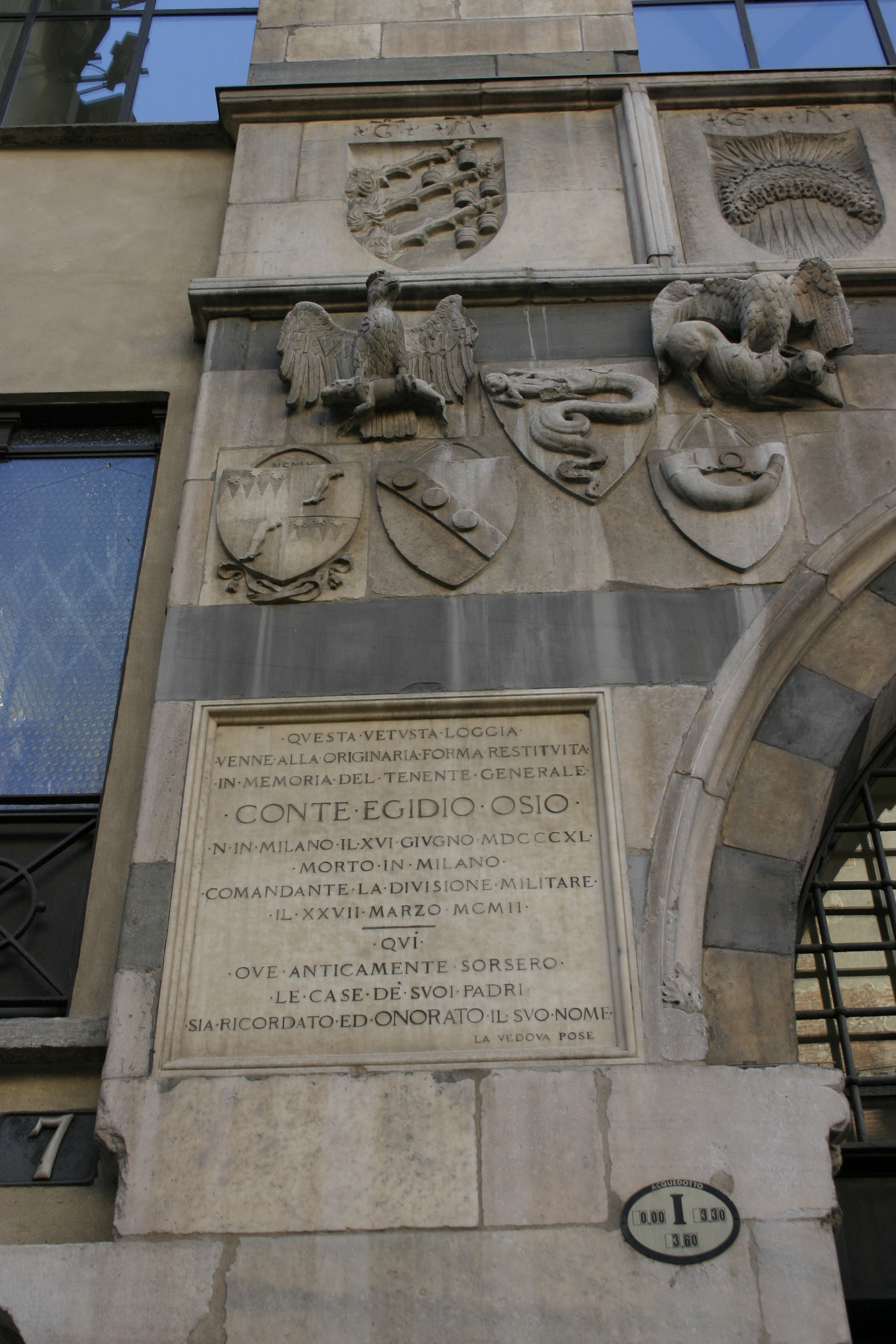
Stemma di Casa Osio sulla Loggia degli Osii a Milano

Il Casato degli Osio (o anticamente de Oxa, de Oxiis, Osii) è stata un'importante famiglia nobiliare milanese, le cui più antiche notizie risalgono al XII secolo.
In seguito al predominio dei Visconti sui Della Torre, un ramo si trasferì a Bergamo, e da lì a Monza, Vedano al Lambro e Biassono.
La famiglia diede il nome alla Loggia degli Osii, presente all'interno della città di Milano.

## Storia

### Origini
Le prime menzioni della famiglia risalgono al XII secolo a Milano, con forme latine del nome. Un membro della casata morì combattendo alla Battaglia di Legnano nel 1176. Altri esponenti della famiglia ricoprirono cariche pubbliche rilevanti: Alberto Osio fu podestà di Padova nel 1175 e di Bergamo nel 1185; Guglielmo Osio fu podestà a Bologna (1188), Padova (1189–1191) e Verona (1193); Manfredo Osio fu uno dei cinque podestà di Milano nel 1203; Guidotto Osio fu podestà di Lodi nel 1252.

### XIV secolo
Nel corso del XIII e XIV secolo, gli Osio furono legati ai Della Torre durante i conflitti interni al Comune di Milano. Dopo la vittoria dei Visconti, la famiglia perse influenza politica e alcuni rami si trasferirono in altre città della Lombardia e del nord Italia: Bergamo, Cremona, Verona, Ravenna. Alcuni membri si stabilirono anche all'estero, in particolare in Polonia, dove il cognome fu latinizzato in Hosius.
Tra i personaggi rilevanti di questo periodo vi è Bartolomeo Osio, docente di diritto all'Università di Montpellier, che secondo alcune fonti avrebbe avuto tra i suoi allievi Francesco Petrarca nel 1316.

### XVI e XVII secolo
Nel tardo XVI secolo emerse la figura di Giovanni Paolo Osio (1572-1608), noto anche come Gian Paolo. Fu nominato conte e divenne celebre per la sua relazione con Marianna de Leyva, la cosiddetta Monaca di Monza. Fu coinvolto in vari delitti e venne ucciso da sicari nel 1608 mentre era ospite del Conte di Landriano a Milano.

### XIX e XX secolo
Nel XIX secolo, il generale Egidio Maria Osio (1840-1902) servì nell'esercito lombardo prima dell'unificazione italiana e, in seguito, fu precettore dell'allora principe di Napoli Vittorio Emanuele. Venne ricordato anche per le sue attività a Selvino, dove contribuì alla diffusione della villeggiatura nobiliare. Dopo la sua morte, la vedova contribuì al restauro della Loggia degli Osii a Milano.

## Arma
Lo stemma della famiglia è descritto come: troncato inchiavato d’azzurro e d’argento; nel primo tre stelle d’oro; nel secondo una gamba sinistra d’argento calzata di nero su campo rosso.

## Personalità di rilievo
Fra i suoi componenti si distinsero:
- Pietra Osio - (m. 1297) badessa del Monastero Maggiore di Milano;
- Bartolomeo Osio (sec. XIV), docente di diritto nell'università di Montpellier, nel 1316 annoverò Francesco Petrarca tra i suoi discenti;
- Gian Paolo Osio (1572-1608) – nobile coinvolto in fatti di cronaca giudiziaria, amante della Monaca di Monza;
- Felice Osio (1587-1631), letterato e docente all'Università di Padova;
- Luigi Osio (1803-1873), archivista e direttore dell'Archivio storico lombardo;
- Egidio Osio (Milano, 16 giugno 1840 – Milano, 27 marzo 1902), nobile e generale.